# Idea novella
Idea novella är en fjärilsart som beskrevs av Hans Fruhstorfer 1910. Idea novella ingår i släktet Idea och familjen praktfjärilar. Inga underarter finns listade i Catalogue of Life.